# Mistrzostwa Świata w Piłce Nożnej 2022 (eliminacje strefy UEFA)/Grupa J
Grupa J kwalifikacji do Mistrzostw Świata FIFA 2022 w strefie UEFA była jedną z dziesięciu grup UEFA w turnieju kwalifikacyjnym do Mistrzostw Świata, które zdecydowały, które drużyny zakwalifikowały się do turnieju finałowego Mistrzostw Świata FIFA 2022 w Katarze. 
Grupa J składała się z sześciu drużyn: Niemiec, Rumunii, Islandii, Macedonii Północnej, Armenii i Liechtensteinu. Zespoły grały przeciwko sobie u siebie i na wyjeździe w formacie każdy z każdym.
Zwycięzca grupy (Niemcy) zakwalifikował się bezpośrednio na Mistrzostwa Świata w Piłce Nożnej 2022, a wicemistrz (Macedonia Północna) awansował do drugiej rundy (baraży).

## Tabela
| Lp. | Drużyna            | M  | Mecze | Mecze | Mecze | Bramki | Bramki | Bramki | Pkt |
| Lp. | Drużyna            | M  | W     | R     | P     | +      | −      | +/−    | Pkt |
| --- | ------------------ | -- | ----- | ----- | ----- | ------ | ------ | ------ | --- |
| 1.  | Niemcy             | 10 | 9     | 0     | 1     | 36     | 4      | +32    | 27  |
| 2.  | Macedonia Północna | 10 | 5     | 3     | 2     | 23     | 11     | +12    | 18  |
| 3.  | Rumunia            | 10 | 5     | 2     | 3     | 13     | 8      | +5     | 17  |
| 4.  | Armenia            | 10 | 3     | 3     | 4     | 9      | 20     | −11    | 12  |
| 5.  | Islandia           | 10 | 2     | 3     | 5     | 12     | 18     | −6     | 9   |
| 6.  | Liechtenstein      | 10 | 0     | 1     | 9     | 2      | 34     | −32    | 1   |

|                    | Niemcy | Rumunia | Islandia | Macedonia Północna | Armenia | Liechtenstein |
| ------------------ | ------ | ------- | -------- | ------------------ | ------- | ------------- |
| Niemcy             | X      | 2:1     | 3:0      | 1:2                | 6:0     | 9:0           |
| Rumunia            | 0:1    | X       | 0:0      | 3:2                | 1:0     | 2:0           |
| Islandia           | 0:4    | 0:2     | X        | 2:2                | 1:1     | 4:0           |
| Macedonia Północna | 0:4    | 0:0     | 3:1      | X                  | 0:0     | 5:0           |
| Armenia            | 1:4    | 3:2     | 2:0      | 0:5                | X       | 1:1           |
| Liechtenstein      | 0:2    | 0:2     | 1:4      | 0:4                | 0:1     | X             |

## Wyniki
| 25 marca 2021 20:45 CET | Niemcy · Goretzka 3' · Havertz 7' · Gündoğan 56' | 3:0(2:0)Raport | Islandia | Schauinsland-Reisen-Arena, Duisburg Widzów: 0 Sędzia: Srđan Jovanović |
|                         |                                                  |                |          |                                                                       |

| 25 marca 2021 20:45 CET | Rumunia · Tănase 28' · Mihăilă 50' · Hagi 86' | 3:2(1:0)Raport | Macedonia Północna · 82' Ademi · 83' Trajkowski | Arena Narodowa, Bukareszt Widzów: 0 Sędzia: Fábio Veríssimo |
|                         |                                               |                |                                                 |                                                             |

| 25 marca 2021 20:45 CET | Liechtenstein | 0:1(0:0)Raport | Armenia · 83' (sam.) Frommelt | Rheinpark Stadion, Vaduz Widzów: 0 Sędzia: Julian Weinberger |
|                         |               |                |                               |                                                              |

| 28 marca 2021 18:00 CET | Armenia · Barseghian 53' · Bajramjan 74' | 2:0(0:0)Raport | Islandia | Stadion Republikański im. Wazgena Sarkisjana, Erywań Widzów: 4 300 Sędzia: Enea Jorgji |
|                         |                                          |                |          |                                                                                        |

| 28 marca 2021 20:45 CET | Rumunia | 0:1(0:1)Raport | Niemcy · 17' Gnabry | Arena Narodowa, Bukareszt Widzów: 0 Sędzia: Clément Turpin |
|                         |         |                |                     |                                                            |

| 28 marca 2021 20:45 CET | Macedonia Północna · Bardhi 7' · Trajkowski 51', 54' · Ełmas 62' · Nestorowski 82' (k.) | 5:0(1:0)Raport | Liechtenstein | Nacionałna Arena „Tosze Proeski”, Skopje Widzów: 0 Sędzia: Mykola Balakin |
|                         |                                                                                         |                |               |                                                                           |

| 31 marca 2021 18:00 CET | Armenia · Spertsyan 56' · Harojan 87' · Barseghian 89' (k.) | 3:2(0:0)Raport | Rumunia · 62', 72' Cicâldău | Stadion Republikański im. Wazgena Sarkisjana, Erywań Widzów: 4 300 Sędzia: Andris Treimanis |
|                         |                                                             |                |                             |                                                                                             |

| 31 marca 2021 20:45 CET | Niemcy · Gündoğan 63' (k.) | 1:2(0:1)Raport | Macedonia Północna · 45+2' Pandew · 85' Ełmas | Schauinsland-Reisen-Arena, Duisburg Widzów: 0 Sędzia: Siergiej Karasiow |
|                         |                            |                |                                               |                                                                         |

| 31 marca 2021 20:45 CET | Liechtenstein · Y. Frick 79' | 1:4(0:2)Raport | Islandia · 12' Sævarsson · 45+1' B. Bjarnason · 77' Pálsson · 90+4' Sigurjónsson | Rheinpark Stadion, Vaduz Widzów: 0 Sędzia: Mohammed Al-Hakim |
|                         |                              |                |                                                                                  |                                                              |

| 2 września 2021 20:45 CET | Liechtenstein | 0:2(0:1)Raport | Niemcy · 41' Werner · 77' Sané | Kybunpark, St. Gallen Widzów: 7 958 Sędzia: Fabio Verissimo |
|                           |               |                |                                |                                                             |

| 2 września 2021 20:45 CET | Islandia | 0:2(0:1)Raport | Rumunia · 47' Man · 83' Stanciu | Laugardalsvöllur, Reykjavík Widzów: 1 961 Sędzia: Aleksei Kulbakov |
|                           |          |                |                                 |                                                                    |

| 2 września 2021 20:45 CET | Macedonia Północna | 0:0(0:0)Raport | Armenia | Nacionałna Arena „Tosze Proeski”, Skopje Widzów: 3 147 Sędzia: Artur Soares Dias |
|                           |                    |                |         |                                                                                  |

| 5 września 2021 18:00 CET | Islandia · B. I. Bjarnason 78' · Guðjohnsen 84' | 2:2(0:1)Raport | Macedonia Północna · 12' Wełkowski · 54' Alioski | Laugardalsvöllur, Reykjavík Widzów: 1 862 Sędzia: Ivan Kružliak |
|                           |                                                 |                |                                                  |                                                                 |

| 5 września 2021 20:45 CET | Niemcy · Gnabry 6', 15' · Reus 35' · Werner 45' · Hofmann 52' · Adeyemi 90+1' | 6:0(4:0)Raport | Armenia | Mercedes-Benz Arena, Stuttgart Widzów: 18 086 Sędzia: William Collum |
|                           |                                                                               |                |         |                                                                      |

| 5 września 2021 20:45 CET | Rumunia · Toșca 11' · Manea 18' | 2:0(2:0)Raport | Liechtenstein | Arena Narodowa, Bukareszt Widzów: 9 404 Sędzia: Kateryna Monzul |
|                           |                                 |                |               |                                                                 |

| 8 września 2021 18:00 CET | Armenia · Mychitarian 45+5' (k.) | 1:1(1:0)Raport | Liechtenstein · 80' N. Frick | Stadion Republikański im. Wazgena Sarkisjana, Erywań Widzów: 14 400 Sędzia: Duje Strukan |
|                           |                                  |                |                              |                                                                                          |

| 8 września 2021 20:45 CET | Islandia | 0:4(0:2)Raport | Niemcy · 4' Gnabry · 24' Rüdiger · 56' Sané · 89' Werner | Laugardalsvöllur, Reykjavík Widzów: 3 505 Sędzia: Andreas Ekberg |
|                           |          |                |                                                          |                                                                  |

| 8 września 2021 20:45 CET | Macedonia Północna | 0:0(0:0)Raport | Rumunia | Nacionałna Arena „Tosze Proeski”, Skopje Widzów: 5 260 Sędzia: Antonio Mateu Lahoz |
|                           |                    |                |         |                                                                                    |

| 8 października 2021 20:45 CET | Niemcy · Gnabry 52' · Müller 81' | 2:1(0:1)Raport | Rumunia · 9' Hagi | Volksparkstadion, Hamburg Widzów: 25 000 Sędzia: Cüneyt Çakır |
|                               |                                  |                |                   |                                                               |

| 8 października 2021 20:45 CET | Islandia · Jóhannesson 77' | 1:1(0:1)Raport | Armenia · 35' Howhannisjan | Laugardalsvöllur, Reykjavík Widzów: 1 697 Sędzia: Nikola Dabanović |
|                               |                            |                |                            |                                                                    |

| 8 października 2021 20:45 CET | Liechtenstein | 0:4(0:1)Raport | Macedonia Północna · 39' Wełkowski · 66' (k.) Alioski · 74' Nikołow · 83' Czurlinow | Rheinpark Stadion, Vaduz Widzów: 1 628 Sędzia: Bartosz Frankowski |
|                               |               |                |                                                                                     |                                                                   |

| 11 października 2021 20:45 CET | Macedonia Północna | 0:4(0:0)Raport | Niemcy · 50' Havertz · 70', 73' Werner · 83' Musiala | Nacionałna Arena „Tosze Proeski”, Skopje Widzów: 16 182 Sędzia: Danny Makkelie |
|                                |                    |                |                                                      |                                                                                |

| 11 października 2021 20:45 CET | Rumunia · Mitriță 26' | 1:0(1:0)Raport | Armenia | Stadionul Steaua, Bukareszt Widzów: 13 576 Sędzia: Daniele Orsato |
|                                |                       |                |         |                                                                   |

| 11 października 2021 20:45 CET | Islandia · Þórðarsson 19' · Guðmundsson 35' (k.), 79' (k.) · Guðjohnsen 89' | 4:0(2:0)Raport | Liechtenstein | Laugardalsvöllur, Reykjavík Widzów: 4 461 Sędzia: Joanis Papadopulos |
|                                |                                                                             |                |               |                                                                      |

| 11 listopada 2021 18:00 CET | Armenia | 0:5(0:2)Raport | Macedonia Północna · 22' Trajkowski · 36', 67' (k.), 90' (k.) Bardhi · 79' Ristowski | Stadion Republikański im. Wazgena Sarkisjana, Erywań Widzów: 7 200 Sędzia: José Sánchez Martínez |
|                             |         |                |                                                                                      |                                                                                                  |

| 11 listopada 2021 20:45 CET | Niemcy · Gündoğan 11' (k.) · Kaufmann 20' (sam.) · Sané 22', 49' · Reus 23' · Müller 76', 86' · Baku 80' · Göppel 89' (sam.) | 9:0(4:0)Raport | Liechtenstein | Volkswagen-Arena, Wolfsburg Widzów: 25 984 Sędzia: Ivana Martinčić |
|                             | |                |               |                                                                    |

| 11 listopada 2021 20:45 CET | Rumunia | 0:0(0:0)Raport | Islandia | Arena Narodowa, Bukareszt Widzów: 0 Sędzia: Siergiej Karasiow |
|                             |         |                |          |                                                               |

| 14 listopada 2021 18:00 CET | Armenia · Mychitarian 59' | 1:4(0:2)Raport | Niemcy · 15' Havertz · 45+4', 50' Gündoğan · 64' Hofmann | Stadion Republikański im. Wazgena Sarkisjana, Erywań Widzów: 12 800 Sędzia: François Letexier |
|                             |                           |                |                                                          |                                                                                               |

| 14 listopada 2021 18:00 CET | Liechtenstein | 0:2(0:1)Raport | Rumunia · 8' Man · 87' Bancu | Rheinpark Stadion, Vaduz Widzów: 2 237 Sędzia: Matej Jug |
|                             |               |                |                              |                                                          |

| 14 listopada 2021 18:00 CET | Macedonia Północna · Alioski 7' · Ełmas 65', 86' | 3:1(1:0)Raport | Islandia · 54' Þorsteinsson | Nacionałna Arena „Tosze Proeski”, Skopje Widzów: 15 986 Sędzia: Davide Massa |
|                             |                                                  |                |                             |                                                                              |

## Strzelcy
5 goli
- Serge Gnabry
- İlkay Gündoğan
- Timo Werner

4 gole
- Elif Ełmas
- Enis Bardhi
- Aleksandar Trajkowski
- Leroy Sané

3 gole
- Ezǵan Alioski
- Kai Havertz
- Thomas Müller

2 gole

- Tigran Barseghian
- Henrich Mychitarian
- Andri Guðjohnsen
- Albert Guðmundsson
- Darko Wełkowski
- Jonas Hofmann
- Marco Reus
- Alexandru Cicâldău
- Ianis Hagi
- Dennis Man

1 gol

- Choren Bajramjan
- Warazdat Harojan
- Kamo Howhannisjan
- Eduard Spertsyan
- Birkir Bjarnason
- Brynjar Ingi Bjarnason
- Stefán Þórðarsson
- Jón Dagur Þorsteinsson
- Ísak Bergmann Jóhannesson
- Victor Pálsson
- Birkir Sævarsson
- Rúnar Már Sigurjónsson
- Noah Frick
- Yanik Frick
- Arijan Ademi
- Darko Czurlinow
- Ilija Nestorowski
- Boban Nikołow
- Goran Pandew
- Miłan Ristowski
- Karim Adeyemi
- Ridle Baku
- Leon Goretzka
- Jamal Musiala
- Antonio Rüdiger
- Nicușor Bancu
- Cristian Manea
- Valentin Mihăilă
- Alexandru Mitriță
- Nicolae Stanciu
- Florin Tănase
- Alin Toșca

Gole samobójcze
- Noah Frommelt (dla Armenii)
- Maximilian Göppel (dla Niemiec)
- Daniel Kaufmann (dla Niemiec)